# アンダー・マイ・スキン
『アンダー・マイ・スキン』（Under My Skin）は、2004年に発表されたアヴリル・ラヴィーンの2作目のアルバム。

## 解説
前作『レット・ゴー』より約2年ぶりとなる2作目のアルバム。前作よりもロック色を強め、より大人になったアヴリルを感じることができる。尚『マイ・ハッピー・エンディング』、『ノーバディーズ・ホーム』、『ヒー・ワズント』はこのアルバムからのシングルである。
ビルボード200やUKチャートで1位を獲得したほか、日本のオリコンアルバムチャートでも、自身初となる週間1位を獲得、日本での売上は同社集計でミリオンセラーを突破した（スペシャル・エディションとの合算）。日本での出荷枚数は2007年8月の時点で150万枚を突破。

## 収録曲
| #         | タイトル                         | 作詞・作曲                                       | 時間  |
| --------- | -------------------------------- | ------------------------------------------------ | ----- |
| 1.        | 「テイク・ミー・アウェイ」       | アヴリル・ラヴィーン、エヴァン・タウベンフェルド | 2:57  |
| 2.        | 「トゥゲザー」                   | ラヴィーン、シャンタール・クレヴィアジック       | 3:14  |
| 3.        | 「ドント・テル・ミー」           | ラヴィーン、タウベンフェルド                     | 3:22  |
| 4.        | 「ヒー・ワズント」               | ラヴィーン、クレヴィアジック                     | 2:59  |
| 5.        | 「ハウ・ダズ・イット・フィール」 | ラヴィーン、クレヴィアジック                     | 3:44  |
| 6.        | 「マイ・ハッピー・エンディング」 | ラヴィーン、ブッチ・ウォーカー                   | 4:02  |
| 7.        | 「ノーバディーズ・ホーム」       | ラヴィーン、ベン・ムーディー                     | 3:32  |
| 8.        | 「フォガットゥン」               | ラヴィーン、クレヴィアジック                     | 3:17  |
| 9.        | 「フー・ノウズ」                 | ラヴィーン、クレヴィアジック                     | 3:29  |
| 10.       | 「フォール・トゥ・ピーシス」     | ラヴィーン、レイン・メイダ                       | 3:28  |
| 11.       | 「フリーク・アウト」             | ラヴィーン、タウベンフェルド、マット・ブラン     | 3:13  |
| 12.       | 「スリップト・アウェイ」         | ラヴィーン、クレヴィアジック                     | 3:34  |
| 合計時間: | 合計時間:                        | 合計時間:                                        | 40:58 |

| #         | タイトル                                                 | 作詞・作曲                   | 時間  |
| --------- | -------------------------------------------------------- | ---------------------------- | ----- |
| 13.       | 「アイ・オールウェイズ・ゲット・ワット・アイ・ウォント」 | ラヴィーン、クリフ・マグネス | 2:33  |
| 14.       | 「ノーバディーズ・ホーム」(ライヴ・アコースティック)     | ラヴィーン、ムーディー       | 3:38  |
| 合計時間: | 合計時間:                                                | 合計時間:                    | 47:02 |

| #   | タイトル                                               | 作詞 | 作曲・編曲 | 時間 |
| --- | ------------------------------------------------------ | ---- | ---------- | ---- |
| 15. | 「ノーバディーズ・ホーム」(ボーナス・ライヴ・トラック) |      |            | 3:20 |
| 16. | 「テイク・ミー・アウェイ」(ボーナス・ライヴ・トラック) |      |            | 2:55 |
| 17. | 「ヒー・ワズント」(ボーナス・ライヴ・トラック)         |      |            | 3:13 |
| 18. | 「トゥモロー」(ボーナス・ライヴ・トラック)             |      |            | 3:35 |

| #  | タイトル                                 | 作詞 | 作曲・編曲 |
| -- | ---------------------------------------- | ---- | ---------- |
| 1. | 「ドント・テル・ミー」(ビデオ)           |      |            |
| 2. | 「マイ・ハッピー・エンディング」(ビデオ) |      |            |
| 3. | 「ノーバディーズ・ホーム」(ビデオ)       |      |            |
| 4. | 「ボーンズ・ツアー・ドキュメンタリー」   |      |            |
| 5. | 「アンダー・マイ・スキン・ダイアリー」   |      |            |